# Oblast de Kostroma
L'oblast de Kostroma (en russe : Костромска́я о́бласть, Kostromskaïa oblast) est un sujet fédéral de Russie (oblast) dont la capitale administrative se trouve à Kostroma. D'autres villes importantes sont Nerekhta, Galitch, Soligalitch et Makariev.

## Géographie
L'oblast couvre une superficie de 60 211 km2.

## Histoire
La principale industrie de la région est l'industrie du textile; elle s'y est développée depuis le XVIIIe siècle.
La région fut détachée de l'oblast de Iaroslavl en 1944 – certains projets de réunification existent, cependant.

## Population et société

### Démographie
| 2002    | 2010    | 2016    | 2021    | - |
| ------- | ------- | ------- | ------- | - |
| 736 641 | 667 562 | 651 450 | 580 976 | - |

| Année | Fécondité | Fécondité urbaine | Fécondité rurale |
| ----- | --------- | ----------------- | ---------------- |
| 1990  | 1,93      | 1,70              | 2,63             |
| 1991  | 1,74      | 1,54              | 2,36             |
| 1992  | 1,45      | 1,30              | 1,87             |
| 1993  | 1,29      | 1,15              | 1,66             |
| 1994  | 1,37      | 1,25              | 1,49             |
| 1995  | 1,25      | 1,15              | 1,52             |
| 1996  | 1,24      | 1,15              | 1,49             |
| 1997  | 1,20      | 1,13              | 1,39             |
| 1998  | 1,22      | 1,15              | 1,40             |
| 1999  | 1,19      | 1,11              | 1,42             |
| 2000  | 1,21      | 1,13              | 1,42             |
| 2001  | 1,27      | 1,21              | 1,44             |
| 2002  | 1,34      | 1,29              | 1,51             |
| 2003  | 1,34      | 1,27              | 1,53             |
| 2004  | 1,38      | 1,30              | 1,62             |
| 2005  | 1,33      | 1,32              | 1,37             |
| 2006  | 1,37      | 1,30              | 1,56             |
| 2007  | 1,46      | 1,36              | 1,73             |
| 2008  | 1,55      | 1,41              | 1,94             |
| 2009  | 1,63      | 1,48              | 2,05             |
| 2010  | 1,65      | 1,51              | 2,07             |
| 2011  | 1,71      | 1,55              | 2,19             |
| 2012  | 1,83      | 1,64              | 2,45             |
| 2013  | 1,85      | 1,66              | 2,53             |
| 2014  | 1,87      | 1,64              | 2,67             |
| 2015  | 1,89      | 1,83              | 2,12             |
| 2016  | 1,88      | 1,78              | 2,28             |
| 2017  | 1,70      | 1,63              | 2,03             |
| 2018  | 1,61      | 1,54              | 1,93             |
| 2019  | 1,54      | 1,47              | 1,91             |

## Divisions administratives
| Non.               | Nom                                    | Superficie, km²   | Population 2021   | Chef-lieu             | Population du chef-lieu |
| Raïons municipaux  | Raïons municipaux                      | Raïons municipaux | Raïons municipaux | Raïons municipaux     | Raïons municipaux       |
| ------------------ | -------------------------------------- | ----------------- | ----------------- | --------------------- | ----------------------- |
| 1                  | Raïon d'Antropovo                      | 2 461,60          | 5296              | Antropovo             | 3182                    |
| 2                  | Raïon de Bouï                          | 3 248             | 9035              | Bouï                  | 20 564                  |
| 3                  | Raïon de Vokhoma                       | 3 379,12          | 6948              | Vokhma                | 3928                    |
| 4                  | Raïon de Galitch                       | 2 810,52          | 6661              | Galich                | 12 856                  |
| 5                  | Raïon de Kady                          | 2 190             | 6137              | Kady                  | 3102                    |
| 6                  | Raïon de Kostroma                      | 2 032,38          | 42 407            | Kostroma              | 265 959                 |
| 7                  | Raïon de Krasnoïe                      | 950               | 16 148            | Krasnoïe-sur-la-Volge | 6950                    |
| 8                  | Raïon de Makariev                      | 4 850             | 10 424            | Makariev              | 5528                    |
| 9                  | Ville de Nerekhta et raïon de Nerekhta | 1 140             | 29 270            | Nerekhta              | 19 977                  |
| 10                 | Raïon d'Octobre                        | 1 861,89          | 3478              | Bogovarovo            | 2450                    |
| 1                  | Raïon d'Ostrovskoïe                    | 2 446             | 9110              | Ostrovskoïe           | 4218                    |
| 12                 | Raïon de Pavino                        | 1 600             | 3115              | Pavino                | 3067                    |
| 13                 | Raïon de Ponazyrevski                  | 2 080             | 4975              | Ponazirevo            | 3053                    |
| 14                 | Raïon de Pychtchoug                    | 1 918,83          | 3484              | Pychtchoug            | 3376                    |
| 15                 | Raïon de Soligalitch                   | 3 070             | 7937              | Soligalitch           | 5534                    |
| 16                 | Raïon de Soudislav                     | 1 528,15          | 11 034            | Soudislavl            | 4158                    |
| 17                 | Raïon de Soussanino                    | 1 050             | 5714              | Soussanino            | 3008                    |
| 18                 | Raïon de Tchoukhloma                   | 3 660             | 8101              | Tchoukhloma           | 4252                    |
| 19                 | Raïon de Charia                        | 3 993,56          | 7522              | Charia                | 20 439                  |
| Okrougs municipaux |                                        |                   |                   |                       |                         |
| 20                 | Raïon de Mejevskaïa                    | 2 178             | 2995              | Gueorgievskoïe        | 2767                    |
| 21                 | Raïon de Kologriv                      | 3 533,41          | 4370              | Kologriv              | 2468                    |
| 22                 | Raïon de Neïa                          | 2 657             | 10 401            | Neïa                  | 7816                    |
| 23                 | Raïon de Parfenievo                    | 2 468,78          | 4515              | Parfenievo            | 2963                    |
| Okrougs urbains    |                                        |                   |                   |                       |                         |
| 24                 | Ville de Kostroma                      | 144,5             | 265 959           | Kostroma              | 265 959                 |
| 25                 | Ville de Bouï                          | 21.2              | 20 564            | Bouï                  | 20 564                  |
| 26                 | Ville de Volgoretchensk                | 17.83             | 14 370            | Volgoretchensk        | 14 355                  |
| 27                 | Ville de Galitch                       | 16,5              | 12 856            | Galitch               | 12 856                  |
| 28                 | ville de Mantourovo                    | 2 683             | 15 889            | Mantourovo            | 15 889                  |
| 29                 | Ville de Charia                        | 44.30             | 30 739            | Charia                | 20 439                  |

## Localités

### Villes
Les centres habités de l'oblast qui ont le statut de ville (gorod) sont au nombre de douze :
- Bouï
- Charia
- Galitch
- Kologriv
- Kostroma
- Makariev
- Mantourovo
- Neïa
- Nerekhta
- Soligalitch
- Tchoukhloma
- Volgoretchensk

### Communes urbaines
Les centres urbains ayant le statut de commune urbaine sont au nombre de sept (au 1er janvier 2010) :
- Kady
- Krasnoïe-sur-la-Volga[2]
- Ponazyrevo
- Soudislavl
- Soussanino
- Tchistye Bory
- Vetloujski

### Villages
Il y a 3451 localités rurales dans l'oblast selon le recensement de 2010, parmi lesquels :
- Parfenievo
- Zavrajié